# نصرت وکیل منفرد
نصرت وکیل منفرد (زادهٔ ۲۹ دی ۱۳۲۵) بوکسور اهل ایران بود.
وی در وزن ۶۳٫۵ کیلوگرم بوکس در بازی‌های المپیک تابستانی ۱۹۷۲ پس از شکست در مرحله اول برابر بوکسور ایرلندی از مسابقات حذف شد.